# Distretto di Paucarcolla
Il distretto di Paucarcolla è uno dei quindici distretti della provincia di Puno, in Perù. Si trova nella regione di Puno e si estende su una superficie di 170,04 chilometri quadrati.

Ha per capitale la città di Paucarcolla; nel censimento 2007 si contava una popolazione di 4.864 unità.